# 네바도델우일라산

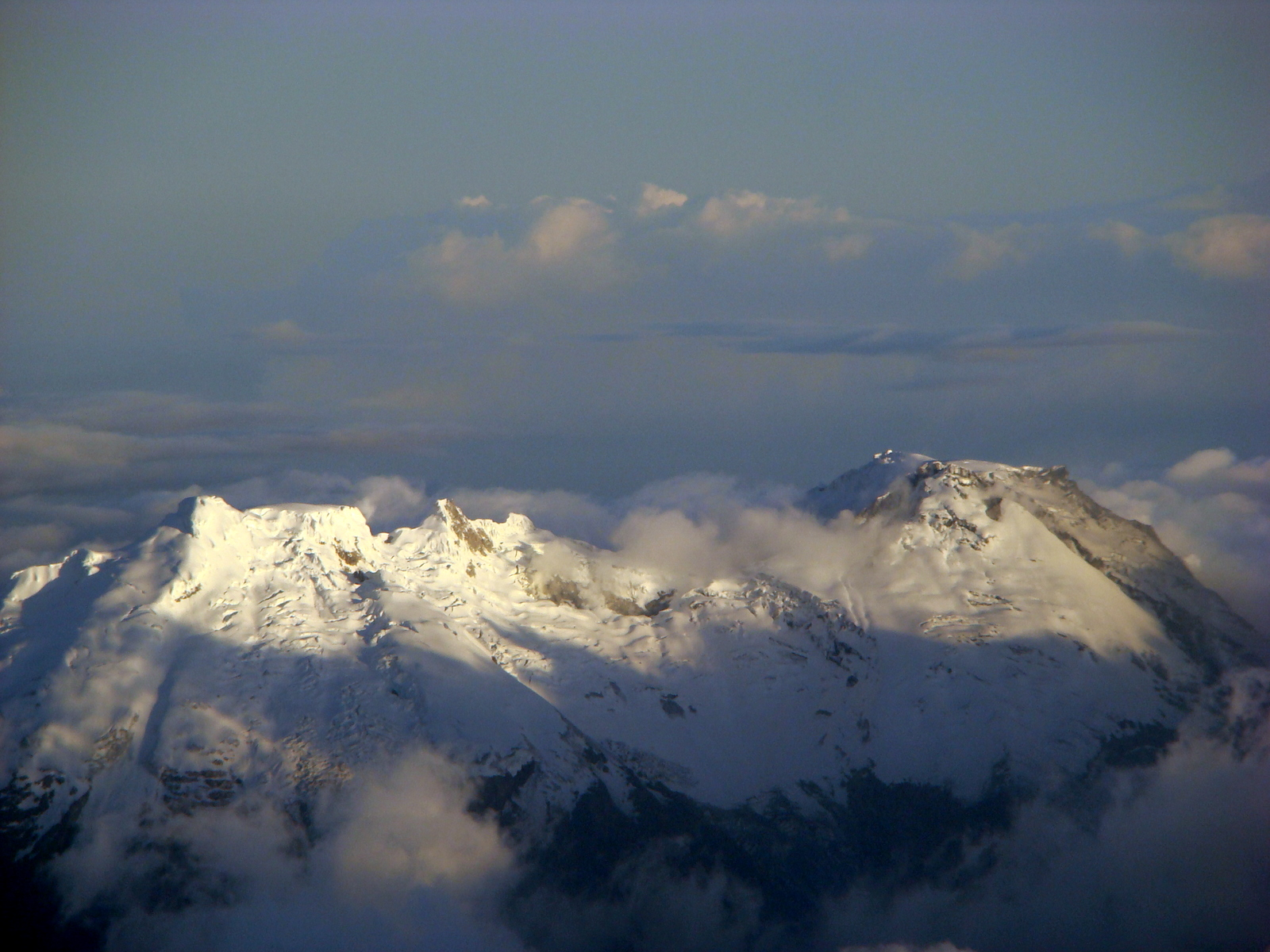
네바도델우일라 산

네바도델우일라산(Nevado Del Huila)은 콜롬비아의 안데스산맥에 있는 화산으로, 매우 활동적인 활화산이다. 이 화산은 성층 화산이며, 분화구에서는 가스가 많이 나온다. 가끔식은 폭발한다. 어떤 폭발때에는 사상자를 내기도 하였다. 해발 5,390m이다.